# Ceratophygadeuon crassidens
Ceratophygadeuon crassidens là một loài tò vò trong họ Ichneumonidae.